# Oscar Achenbach

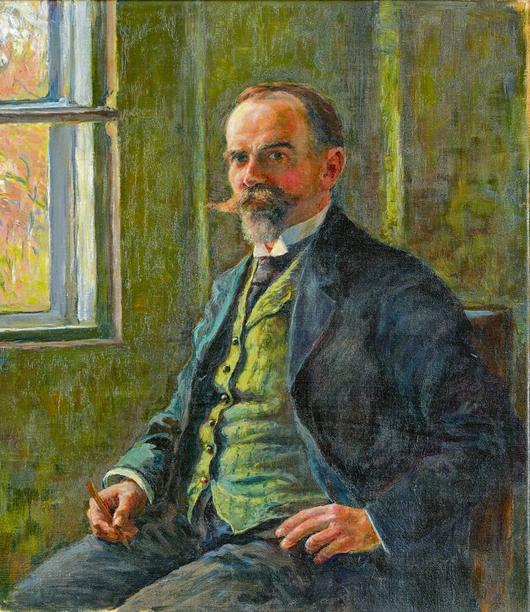
Selbstporträt mit grüner Weste, undatiert

Oscar Hermann Martin Achenbach (auch Oskar Achenbach; * 31. Dezember 1868 in Stettin; † 22. August 1935 in Wiesbaden) war ein deutscher Porträt- und Landschaftsmaler, Grafiker und Zeichner.

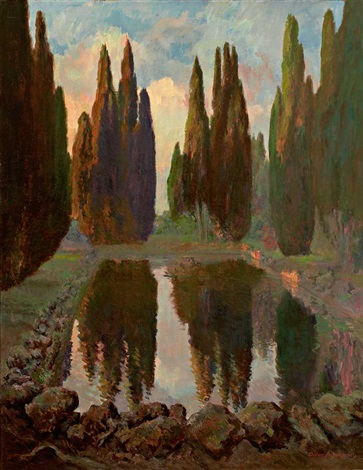
Zypressenteich der Villa Falconieri bei Rom, undatiert

## Leben
Oscar Achenbach wurde als Sohn eines Kürschnermeisters in Stettin geboren. Hier besuchte er das Marienstiftsgymnasium und machte eine Lehre zum Lithografen und Drucker in einer lithografischen Anstalt. Es folgten Anstellungen in Pommern und eine Wanderschaft als Geselle, u. a. über Leipzig, Genf, Zürich, Bern und Bergamo. Von 1892 bis 1895 leitete Achenbach eine lithografische Werkstatt in seiner Heimatstadt Stettin. Anschließend zog er nach Berlin, wo er auch Kurse an der Unterrichtsanstalt des Kunstgewerbemuseums Berlin und der Königlichen Akademie der Künste besuchte. 1899 unternahm er eine Studienreise durch Skandinavien. Vom Frühling 1907 bis Mai 1908 reiste er durch Italien und lebte zeitweise in Rom, wo er Mitglied des Deutschen Künstlervereins war. Von 1908 bis 1917 lebte Achenbach wieder in Berlin.
Als Soldat war er 1917 während des Ersten Weltkriegs nach Limburg an der Lahn abkommandiert und wegen seiner Sprachkenntnisse in der Briefkontrollstelle des Offiziersgefangenenlagers eingesetzt. Von Dezember 1917 bis kurz vor seinem Tod lebte er in Runkel. Hier gründete er den Born-Verlag zur Veröffentlichung seiner Arbeiten und betrieb die Natur-Malschule Runkel. Kurz vor seinem Tod übersiedelte er nach Wiesbaden zu seinem Sohn.
Achenbachs Gemälde, Zeichnungen und auch Fotografien befinden sich in zahlreichen privaten Sammlungen im In- und Ausland.

## Ausstellungen
- 2011: Oskar Achenbach (1868–1935) – Malerei und Grafik. Stettin, Schloss der Pommerschen Herzöge (Zamek Książąt Pomorskich)[1]
- 2018: Oscar Achenbach – „Zwischen Nordkap und Capri.“ Barth, Vineta-Museum[5][6]

## Werke (Auswahl)
- Aquarelle und Steinzeichnungen. 1916/17 [14 szenische Darstellungen des Ersten Weltkrieges].[7]